# Sainte-Angèle-de-Monnoir
Sainte-Angèle-de-Monnoir è un comune del Canada, situato nella provincia del Québec, nella regione di Montérégie.